# オルランド・サリド
オルランド・サリド（Orlando Salido、1980年11月16日 - ）は、メキシコのプロボクサー。ソノラ州シウダ・オブレゴン出身。元IBF・WBO世界フェザー級王者。元WBO世界スーパーフェザー級王者。世界2階級制覇王者。
トレーナーはサントス・モレノ。

## 来歴
1996年3月1日、メキシコでプロデビューし、4回TKO負けを喫した。
2004年9月18日、ラスベガスのMGMグランド・ガーデン・アリーナで、WBAスーパー・IBF世界フェザー級王者のファン・マヌエル・マルケス（メキシコ）と対戦し、0-3の判定負けを喫し王座獲得に失敗した。
2006年11月4日、ラスベガスのマンダレイ・ベイ・イベント・センターでIBF世界フェザー級王者のロバート・ゲレーロ（アメリカ）と対戦し、3-0の判定勝ちを収め王座獲得に成功した。しかし、試合後のドーピング検査でナンドロロンの陽性反応が出たため、試合は無効試合となり王座は空位となった。
2007年12月14日、エクトール・アビラ（ドミニカ）とIBF世界フェザー級挑戦者決定戦を行い、6回TKO勝ちを収めIBF王座への挑戦権獲得に成功した。
2008年10月23日、クリストバル・クルス（メキシコ）とIBF世界フェザー級王座決定戦を行い、1-2の判定負けを喫し王座獲得に失敗した。
2010年5月15日、IBF世界フェザー級王者のクリストバル・クルスと再戦し、2回に2度ダウンを奪い3-0の判定勝ちで王座を獲得した。
2010年9月11日、ラスベガスのパームスでWBA世界フェザー級王者のユリオルキス・ガンボア（キューバ）と王座統一戦を行い、12回0-3（109-116、108-114、108-115）の判定負けを喫した。サリドは前日計量をクリアするも、当日計量で12ポンドの増量がありIBF規定により王座を剥奪された。これにより試合はガンボアが勝った時のみ王座統一となる条件で行われた。
2011年4月16日、プエルトリコ・バヤモンでWBO世界フェザー級王者のファン・マヌエル・ロペス（プエルトリコ）と対戦し、8回1分30秒TKO勝ちを収め王座獲得に成功した。
2011年7月23日、シウダ・オブレゴンでWBO世界フェザー級12位山口賢一（ALA）と対戦し、11回TKO勝ちを収めWBO王座の初防衛に成功した。
2011年12月17日、ウェン・ハヤ（フィリピン）と対戦し、8回TKO勝ちを収めた。
2012年3月10日、プエルトリコ・サンフアンのロベルト・クレメンテ・コロシアムで元WBO世界フェザー級王者でWBO世界フェザー級1位のファン・マヌエル・ロペスと再戦し、10回32秒TKO勝ちを収めWBO王座の2度目の防衛に成功した。試合後のスコアは2-0（85-85、2者が86-84）でわずか2点差の僅差ながらサリドの優勢だった。一方ロペスは「レフェリーはこの試合で賭けをしていたので試合をストップした」とレフェリーのストップに文句を言ったため罰金2000ドルと社会奉仕活動100時間の処分を課せられた。
2012年7月28日、モイセス・グティエレス（チリ）と対戦し、3回KO勝ちを収めた。
2013年1月19日、ニューヨークのフールー・シアターで、WBO世界フェザー級1位のミゲル・アンヘル・ガルシアと対戦し、8回にサリドのバッティングでガルシアが鼻を骨折し試合終了。8回0-3（70-79、2者が69-79）の負傷判定負けを喫しWBO王座の3度目の防衛に失敗、王座から陥落した。
2013年10月12日、ラスベガスのトーマス&マック・センターでファン・マヌエル・マルケス対ティモシー・ブラッドリーの前座でWBO世界フェザー級2位のオルランド・クルスとWBO世界フェザー級王座決定戦を行い、7回1分5秒TKO勝ちを収め9か月振りとなる王座返り咲きに成功した。
2014年3月1日、テキサス州サンアントニオのアラモドームにてフリオ・セサール・チャベス・ジュニア対ブライアン・ベラの前座で、オリンピック金メダリストでWBO世界フェザー級6位のワシル・ロマチェンコと対戦したが、前日計量でフェザー級の規定体重である126ポンドを2.25ポンド超過の128.25ポンドを計測し再計量も拒否した為、体重超過で王座を剥奪された。ロマチェンコが勝った場合のみ王座獲得となる条件で試合が行われ、サリドが12回2-1（116-112、115-113、113-115）の判定勝ちを収めたため王座は空位となった。
2014年9月20日、バハ・カリフォルニア州ティフアナのアウディトリオ・ムニシパル・ファウスト・グティエレス・モレノでWBO世界スーパーフェザー級3位のターサク・ゴーキャットジムとWBO世界スーパーフェザー級暫定王座決定戦を行い、11回16秒KO勝ちを収め2階級制覇を達成した。
2014年10月15日、正規王者のミゲル・アンヘル・ガルシアの王座返上に伴い正規王座に認定された。
2015年4月11日、プエルトリコ・サンフアンのコリセオ・デ・プエルトリコ・ホセ・ミゲル・アグレロットで元WBO世界スーパーフェザー級王者でWBO世界スーパーフェザー級13位のローマン・マルチネスと対戦し、12回0-3（111-114、110-115、109-116）の判定負けを喫しWBO王座の初防衛に失敗、王座から陥落した。
2015年9月12日、MGMグランド・ガーデン・アリーナに舞台を変えてWBO世界スーパーフェザー級王者のローマン・マルチネスとの前戦に続く再戦を行い、12回1-1（115-113、113-115、114-114）の判定で引き分けたため5ヵ月振りとなる王座返り咲きに失敗した。
2016年2月20日、WBO世界スーパーフェザー級王者のローマン・マルチネスと3度目の対戦を行う予定だったが直前になって中止になった。
2016年6月4日、ロサンゼルスのスタブハブ・センター・テニスコートでWBC世界スーパーフェザー級王者のフランシスコ・バルガスと対戦し、12回0-1（113-115、2者が114-114）の判定で引き分けたためWBOに続くに王座獲得とはならなかった。なお、この試合の前日に元ボクシング世界ヘビー級王者のモハメド・アリが死去し、サリドはアリがプリントされたTシャツを着用し「RIP ALI」（アリよ、安らかに眠れ）と書かれたキャップを被って入場しアリに敬意を表した。
2017年1月17日、リングマガジンは2016年度のリングマガジン ファイト・オブ・ザ・イヤーに選出した。
2017年5月27日、シウダ・オブレゴンでアリスティディス・ペレスと再起戦を行い、8回10秒KO勝ちを収め再起した。
2017年12月9日、マンダレイ・ベイ・イベント・センターでミゲル・ローマンとスーパーフェザー級10回戦となるWBC世界スーパーフェザー級挑戦者決定戦を行い、9回1分43秒TKO負けを喫した。試合後、サリドは現役引退を表明した。
2017年12月13日、引退表明を撤回した。スーパーフェザー級かライト級での再起を目標にした事を明かした。
2017年12月31日、メキシコの酒場で酒に酔って喧嘩をしたとして逮捕された。
2018年5月16日、地元のコンビニエンスストアで缶ビール16本を盗んだとして逮捕された。
2018年7月、ソノラ州の議員に当選した。

## 戦績
- アマチュアボクシング：16戦 16勝 無敗
- プロボクシング：63戦 44勝 (31KO) 14敗 4分 1無効試合

| 戦           | 日付           | 勝敗 | 時間     | 内容        | 対戦相手                         | 国籍           | 備考                                                     |
| ------------ | -------------- | ---- | -------- | ----------- | -------------------------------- | -------------- | -------------------------------------------------------- |
| 1            | 1996年3月1日   | 敗北 | 4R       | TKO         | イヴァン・カサレス               | メキシコ       | プロデビュー戦                                           |
| 2            | 1996年8月17日  | 勝利 | 2R       | TKO         | ヘスス・オソリオ                 | メキシコ       |                                                          |
| 3            | 1996年9月2日   | 勝利 | 4R       | 判定3-0     | フリオ・アルベルト・レアル       | メキシコ       |                                                          |
| 4            | 1996年9月20日  | 勝利 | 4R       | 判定3-0     | リカルド・メディナ               | メキシコ       |                                                          |
| 5            | 1996年10月4日  | 勝利 | 8R       | 判定3-0     | ベンチュラ・メンディビル         | メキシコ       |                                                          |
| 6            | 1996年11月22日 | 敗北 | 6R       | 判定0-3     | イヴァン・カサレス               | メキシコ       |                                                          |
| 7            | 1997年1月31日  | 敗北 | 3R       | TKO         | エクトール・グスマン             | メキシコ       |                                                          |
| 8            | 1997年4月18日  | 勝利 | 6R       | KO          | リカルド・メディナ               | メキシコ       |                                                          |
| 9            | 1997年6月27日  | 引分 | 10R      | 判定        | ラサロ・パディーヤ               | メキシコ       |                                                          |
| 10           | 1997年8月29日  | 勝利 | 5R       | TKO         | アーネスト・メディナ             | メキシコ       | ソノラ州スーパーバンタム級王座決定戦                     |
| 11           | 1997年11月12日 | 敗北 | 8R       | TKO         | ダニエル・ロドリゲス             | メキシコ       |                                                          |
| 12           | 1998年2月13日  | 敗北 | 7R       | KO          | ホセ・ルイス・モンテス           | メキシコ       |                                                          |
| 13           | 1998年10月9日  | 勝利 | 10R      | 判定3-0     | ラモン・アラゴン                 | メキシコ       |                                                          |
| 14           | 2000年2月18日  | 勝利 | 3R       | KO          | リカルド・ラミレス               | メキシコ       |                                                          |
| 15           | 2000年3月31日  | 敗北 | 4R       | KO          | イヴァン・ヴァーリ               | メキシコ       |                                                          |
| 16           | 2000年7月14日  | 勝利 | 4R       | KO          | イヴァン・フェリシアーノ         | メキシコ       |                                                          |
| 17           | 2000年9月16日  | 勝利 | 9R       | TKO         | ルーベン・エスタニスラオ         | メキシコ       |                                                          |
| 18           | 2000年10月27日 | 勝利 | 5R       | KO          | ビクトール・マヌエル・メンドーサ | メキシコ       |                                                          |
| 19           | 2001年3月23日  | 敗北 | 6R       | 判定0-3     | ウィリアム・アベリアン           | アルメニア     |                                                          |
| 20           | 2001年5月18日  | 引分 | 8R       | 判定1-1     | マーク・バース                   | アメリカ合衆国 |                                                          |
| 21           | 2001年6月15日  | 勝利 | 5R 1:38  | TKO         | ダスティン・キム                 | アメリカ合衆国 |                                                          |
| 22           | 2001年7月18日  | 勝利 | 1R 2:59  | TKO         | マイケル・ジェイミソン           | アメリカ合衆国 |                                                          |
| 23           | 2001年11月23日 | 勝利 | 8R       | 判定2-1     | レジリオ・ツール                 | オランダ       |                                                          |
| 24           | 2001年12月2日  | 敗北 | 10R      | 判定0-2     | アレハンドロ・ゴンサレス         | メキシコ       |                                                          |
| 25           | 2002年3月22日  | 勝利 | 10R      | 判定3-0     | ラモント・ピアソン               | アメリカ合衆国 |                                                          |
| 26           | 2002年3月26日  | 勝利 | 7R       | KO          | ファン・ルイス                   | メキシコ       |                                                          |
| 27           | 2002年9月6日   | 勝利 | 10R      | 判定2-0     | カルロス・ゲレーナ               | プエルトリコ   |                                                          |
| 28           | 2002年12月6日  | 勝利 | 4R 2:53  | TKO         | ホルヘ・モンソン                 | メキシコ       |                                                          |
| 29           | 2003年2月22日  | 勝利 | 4R 2:12  | KO          | アルマンド・コルドバ             | パナマ         |                                                          |
| 30           | 2003年5月30日  | 勝利 | 2R 2:16  | TKO         | ラドフォード・ビーズリー         | アメリカ合衆国 |                                                          |
| 31           | 2003年7月11日  | 勝利 | 3R 2:35  | TKO         | フレッド・ニール                 | アメリカ合衆国 |                                                          |
| 32           | 2003年10月31日 | 勝利 | 10R      | 判定3-0     | アルフレッド・コティ             | ガーナ         |                                                          |
| 33           | 2004年4月2日   | 勝利 | 4R       | KO          | オマール・アドルノ               | プエルトリコ   |                                                          |
| 34           | 2004年9月18日  | 敗北 | 12R      | 判定0-3     | ファン・マヌエル・マルケス       | メキシコ       | WBA・IBF世界フェザー級タイトルマッチ                     |
| 35           | 2005年5月6日   | 勝利 | 10R      | 判定3-0     | セサール・ソト                   | メキシコ       |                                                          |
| 36           | 2005年10月15日 | 勝利 | 1R       | TKO         | レオナルド・バルテス             | メキシコ       |                                                          |
| 37           | 2006年3月18日  | 勝利 | 5R 3:00  | TKO         | ロジャース・ムタグワ             | タンザニア     | IBF世界フェザー級挑戦者決定戦                            |
| 38           | 2006年8月19日  | 勝利 | 1R       | TKO         | フランナー・トリニダード         | メキシコ       |                                                          |
| 39           | 2006年11月4日  | －   | 12R      | ND          | ロバート・ゲレーロ               | アメリカ合衆国 | IBF世界フェザー級タイトルマッチ                          |
| 40           | 2007年7月14日  | 勝利 | 2R       | TKO         | ロビンソン・カスティジャノス     | メキシコ       |                                                          |
| 41           | 2007年9月14日  | 勝利 | 8R       | 判定3-0     | マーティ・ロビンス               | アメリカ合衆国 |                                                          |
| 42           | 2007年12月14日 | 勝利 | 6R 1:57  | TKO         | エクトール・アビラ               | ドミニカ共和国 | IBF世界フェザー級挑戦者決定戦                            |
| 43           | 2008年4月26日  | 勝利 | 4R 2:39  | TKO         | レナン・アコスタ                 | パナマ         |                                                          |
| 44           | 2008年6月13日  | 勝利 | 6R       | 失格        | アーネスト・アボイト             | メキシコ       |                                                          |
| 45           | 2008年10月23日 | 敗北 | 12R      | 判定1-2     | クリストバル・クルス             | メキシコ       | IBF世界フェザー級王座決定戦                              |
| 46           | 2009年6月20日  | 勝利 | 3R       | TKO         | レオナルド・レサンディス         | メキシコ       |                                                          |
| 47           | 2009年7月31日  | 勝利 | 5R       | KO          | ビクトール・ロドリゲス           | メキシコ       |                                                          |
| 48           | 2010年5月15日  | 勝利 | 12R      | 判定3-0     | クリストバル・クルス             | メキシコ       | IBF世界フェザー級タイトルマッチ                          |
| 49           | 2010年9月11日  | 敗北 | 12R      | 判定0-3     | ユリオルキス・ガンボア           | キューバ       | WBA・IBF世界フェザー級王座統一戦／体重超過により王座剥奪 |
| 50           | 2011年4月16日  | 勝利 | 8R 1:30  | TKO         | ファン・マヌエル・ロペス         | プエルトリコ   | WBO世界フェザー級タイトルマッチ                          |
| 51           | 2011年7月23日  | 勝利 | 11R 2:50 | TKO         | 山口賢一                         | 日本           | WBO防衛1                                                 |
| 52           | 2011年12月17日 | 勝利 | 8R 0:35  | TKO         | ウェング・ハヤ                   | フィリピン     |                                                          |
| 53           | 2012年3月10日  | 勝利 | 10R 0:32 | TKO         | ファン・マヌエル・ロペス         | プエルトリコ   | WBO防衛2                                                 |
| 54           | 2012年7月28日  | 勝利 | 3R 2:49  | KO          | モイセス・グティエレス           | チリ           |                                                          |
| 55           | 2013年1月19日  | 敗北 | 8R       | 負傷判定0-3 | ミゲル・アンヘル・ガルシア       | アメリカ合衆国 | WBO王座陥落                                              |
| 56           | 2013年10月12日 | 勝利 | 7R 1:05  | TKO         | オルランド・クルス               | プエルトリコ   | WBO世界フェザー級王座決定戦                              |
| 57           | 2014年3月1日   | 勝利 | 12R      | 判定2-1     | ワシル・ロマチェンコ             | ウクライナ     | 体重超過により王座剥奪                                   |
| 58           | 2014年9月20日  | 勝利 | 11R 0:16 | TKO         | ターサク・ゴーキャットジム       | タイ           | WBO世界スーパーフェザー級暫定王座決定戦→正規王座認定     |
| 59           | 2015年4月11日  | 敗北 | 12R      | 判定0-3     | ローマン・マルチネス             | プエルトリコ   | WBO王座陥落                                              |
| 60           | 2015年9月12日  | 引分 | 12R      | 判定1-1     | ローマン・マルチネス             | プエルトリコ   | WBO世界スーパーフェザー級タイトルマッチ                  |
| 61           | 2016年6月4日   | 引分 | 12R      | 判定0-1     | フランシスコ・バルガス           | メキシコ       | WBC世界スーパーフェザー級タイトルマッチ                  |
| 62           | 2017年5月27日  | 勝利 | 8R 0:10  | KO          | アリスティディス・ペレス         | コロンビア     |                                                          |
| 63           | 2017年12月9日  | 敗北 | 9R 1:43  | TKO         | ミゲル・ローマン                 | メキシコ       |                                                          |
| テンプレート |                |      |          |             |                                  |                |                                                          |

## 獲得タイトル
- ソノラ州スーパーバンタム級王座
- IBF世界フェザー級王座（防衛0→剥奪）
- WBO世界フェザー級王座（防衛2）
- WBO世界フェザー級王座（防衛0→剥奪）
- WBO世界スーパーフェザー級暫定王座（防衛0→正規王座に認定）
- WBO世界スーパーフェザー級王座（防衛0）